# Тиле, Керстин
Керстин Тиле (нем. Kerstin Thiele; род. 26 августа 1986, Риза, Саксония, ГДР) — немецкая дзюдоистка, выступающая в средней весовой категории до 70 кг. Олимпийская медалистка, чемпионка Германии.

## Биография
Керстин Тиле является чемпионом Германии в категории до 70 кг.
Принимала участие в летних Олимпийских играх 2012 года в Лондоне и завоевала серебряную медаль в весовой категории до 70 кг, выиграв у Мойры де Вилье, Анетт Месарош, Эдит Босх и Чэнь Фэй, но проиграв в финале французской дзюдоистке Люси Декосс.

## Выступления на Олимпиадах
| Олимпиада   | Дисциплина              | Место   |
| ----------- | ----------------------- | ------- |
| Лондон 2012 | дзюдо, женщины до 70 кг | 2 место |